# SEF URL
SEF URL (англ. Friendly URL рос. ЧПУ) — вебадреси, зручні для сприйняття людиною. Також використовуються для пошукової оптимізації сайтів. Є абревіатурою від словосполучення search engine friendly url (де «урл» — жаргонне позначення уніфікованого локатора ресурсів). Наприклад, замість /c14/3/97/ або /index.php?cat=10&subcat=2&id=41 буде /product/phone/Samsung/.